# Kalâat Khasba
Kalâat Khasba (arabe : القلعة الخصبة), anciennement dénommée Kalâa Djerda, est une ville du Nord-Ouest de la Tunisie proche de la frontière algéro-tunisienne.
Rattachée au gouvernorat du Kef, elle constitue une municipalité comptant 2 558 habitants en 2014. Elle est aussi le chef-lieu d'une délégation.
Elle est connue pour sa mine de phosphate dont l'exploitation débute avec la fermeture de mines en Sardaigne. C'est pourquoi, de nombreux mineurs sardes y émigrèrent pour travailler.
C'est aussi le terminus d'une ligne de chemin de fer.
La ville se trouve sur le territoire de la tribu des Ouled Boughanem.